# Enebyberg
Enebyberg est une communauté urbaine de la ville de Stockholm.
Elle appartient à la commune de Danderyd et date de 1906.